# 転作
転作（てんさく）とは、同じ農地でそれまで生産していた農作物とは違う種類の農作物を生産することである。

## 概要
広義では、数種類の農作物を何年かごとに生産する輪作のように、ある農作物を将来的に再び生産することを前提として、その種類を変えることが含まれる。
狭義では、現在生産している農作物を将来的に再び生産することを前提としないで、生産する農作物の種類を変えることのみを意味する。特に、稲作を行っていた水田において、麦、豆、野菜、飼料作物、園芸作物など、他の農作物を生産することを指す。
1970年代以降の日本においては、米余り現象への対策として減反政策が採られ、水田からの転作地には転作奨励金を補助する一方、目標面積分の転作を達成することを稲作の補助金の支給の条件とすることなどによって、半ば義務的な転作が進められた。
転作した農地は転作地、田は転作田と呼ばれる。